# Авіата (повітряна куля)
Авіа́та (пол. Aviáta) — перший цивільний аеростат у Галичині, побудований і сконструйований у Львові. Перший запуск відбувся 29 травня 1910 року з екіпажем інженерів Лібанського та Рихтмана з поручиком Гарнішем.

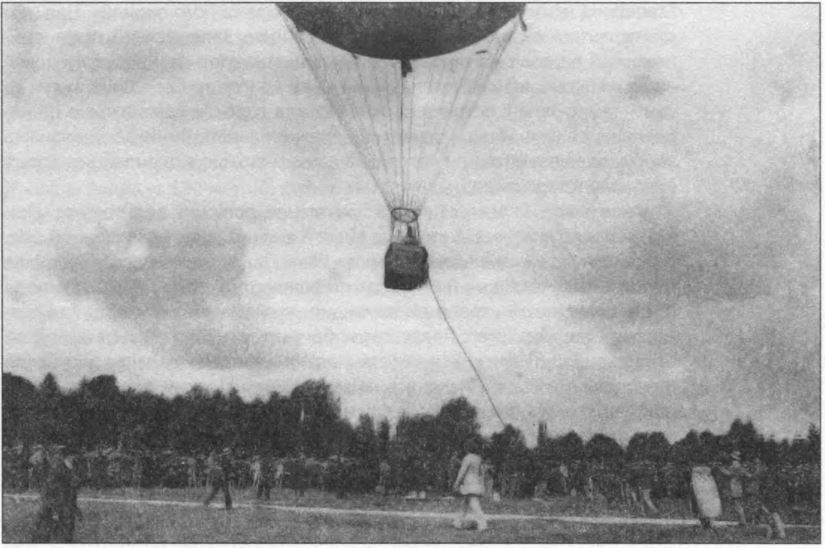
Старт повітряної кулі у Львові

Перший політ кулі відбувся 29 травня 1910 року у Львові. Повітряна куля зуміла пролетіти 40 км та перебувала в повітрі 2 години 8 хвилин. Приземлилась біля міста Золочів вдень приблизно об 11:00.